# Грабкин, Леонид Гаврилович
Леони́д Гаври́лович Гра́бкин (20 декабря 1939 года — 21 января 2014 года) — советский оленевод. Полный кавалер ордена Трудовой Славы, Заслуженный работник сельского хозяйства РСФСР.

## Биография
Родился в поселке Полигус Эвенкийского автономного округа (ныне район Красноярского края). По национальности — эвенк.
Окончил пять классов Байкитской средней школы. В возрасте 16 лет устроился в Байкитский оленеводческий совхоз учеником оленевода. В феврале 1970 года был назначен бригадиром Байкитского совхоза. В апреле 1974 года перешел работать в Суриндинский совхоз.
Возглавляемая им оленеводческая бригада ежегодно добивалась хороших показателей. Как руководитель показывал свои деловые качества, отличался принципиальностью и настойчивостью, благодаря чему добивался улучшения качественных показателей в оленбригаде.
Указами Президиума Верховного Совета СССР в 1974 и 1976 годах награждался орденами Трудовой Славы II-й и III-й степени.
Указом Президиума Верховного Совета СССР в 1986 году Грабкин Леонид Гаврилович награждён орденом Трудовой Славы I-й степени, стал полным кавалером ордена.
Избирался членом Окружного комитета КПСС (1979—1985), депутатом Байкитского районного Совета народных депутатов (1977—1979).
В 1994 году вышел на пенсию.
Скончался 21 января 2014 года.
Награждён медалями, ему также были присвоены звания «Заслуженный работник сельского хозяйства РСФСР» (1985), «почётный житель Эвенкийкого автономного округа» (1995).. В 2003 году получил Свидетельство за № 10 с занесением записи в «Книгу Почета Сибири».